# 宍戸就俊
宍戸 就俊（ししど なりとし）は、江戸時代前期の長州藩士。父は毛利氏重臣の宍戸元続。

## 生涯
慶長6年（1601年）、毛利氏の重臣である宍戸元続の次男として生まれる。
元和6年（1620年）10月16日、父・元続に隠居分として与えられていた1000石の地を相続することを毛利輝元・秀就父子に認められ、秀就から「就」の偏諱と大学頭の官途名を与えられた。
さらに、寛永9年（1632年）6月1日には「八郎左衛門尉」の官途名を、慶安元年（1648年）12月30日には丹後守の受領名を秀就から与えられた。
寛文11年（1671年）9月4日に死去。享年71。